# RAD750
RAD750 — радиационно устойчивый одноплатный компьютер на базе одноименного процессора, производится BAE Systems Electronic Solutions (США). Является преемником RAD6000 и применяется в условиях воздействия высокоэнергетической космической радиации, например, на спутниках и межпланетных аппаратах. Представлен в 2001 году; первое использование в космосе датируется 2005 годом. Базируется на архитектуре семейства процессоров PowerPC 750 производства IBM.
Процессор выпускается в корпусе CGA (360 штырьковых контактов), имеет 10,4 млн транзисторов (против 1,1 млн у RAD6000) и производится по 250- или 150-нм технологии. Площадь кристалла составляет 130 мм². Имеет частоту ядра от 110 до 200 МГц с производительностью от 266 до 400 MIPS. Кэш первого уровня — 8-канальный, 32 КБ для данных, 32 КБ для инструкций. Кроме того, имеет возможность подключения внешнего кэша второго уровня объёмом до 1 МБ. Потребляет 5 Вт энергии. Может выдержать от 200 000 до 1 млн рад, диапазон рабочих температур: от −55 °C до 125 °C. Стандартная одноплатная система RAD750 в составе самого процессора и материнской платы потребляет 10 Вт энергии, может выдержать 100 000 рад, температурный диапазон: от −55 °C до 70 °C.
Стоимость RAD750 сравнима со стоимостью RAD6000 и начинается от 200 тыс. долларов США (в ценах 2002 года).

## Семейство одноплатных компьютеров на основе RAD750
Благодаря гибкой архитектуре RAD750 доступен к установке в одноплатных компьютерах формата 3U, 6U-160, 6U-220, а также в платах нестандартного форм-фактора.
- RAD750 3U — одноплатный компьютер со 128 Мб памяти типа DRAM и поддержкой SECDED и ECC. Используется в малых спутниках и в средах с относительно невысокой радиационной средой.
- RAD750 6U-160 — одноплатный компьютер с 52 Мб памяти типа SRAM с поддержкой ECC и 4 Мб EEPROM-памяти с поддержкой ECC. Используется в длительных миссиях и в средах с высокой радиационной средой.
- RAD750 6U-220 — одноплатный компьютер с 36 Мб памяти типа SRAM с поддержкой ECC для процессора, 8 Мб памяти типа SRAM с поддержкой ECC для шины SpaceWire и 4 Мб EEPROM-памяти с поддержкой ECC.

## Внедрения
По состоянию на 2010 год с Земли было запущено более 150 аппаратов, использующих RAD750.
Несколько наиболее известных космических кораблей, которые используют компьютеры RAD750 перечислены ниже:
- Deep Impact — январь 2005, первое внедрение RAD750[2]
- Mars Reconnaissance Orbiter[2]
- XSS 11[2]
- Fermi Gamma-ray Space Telescope (GLAST), 2008
- Пара RAD750 на спутнике ДЗЗ WorldView-1[5] (часть программы NextView Национального агентства геопространственной разведки[5], 2007)
- Телескоп Kepler, 2009.[2]
- Lunar Reconnaissance Orbiter, 2009
- Wide-field Infrared Survey Explorer (WISE), 2009[6]
- Solar Dynamics Observatory, 2010
- Juno, 2011[7]
- Марсоход Curiosity, 2011[8]
- Landsat 8 (2013)
- MAVEN (2013)
- Марсоход Perseverance, (2020)[9]
- Космический телескоп «Джеймс Уэбб»  (2021)
- Europa Clipper (2024)